# 522
Năm 522 là một năm trong lịch Julius.